# جو ريتشاردسون
جو ريتشاردسون (بالإنجليزية: Joe Richardson)‏ (24 أغسطس 1908 ببرمنغهام في المملكة المتحدة - 1977 بنيوكاسل أبون تاين في المملكة المتحدة) هو لاعب كرة قدم بريطاني (وحمل سابقاً جنسية المملكة المتحدة لبريطانيا العظمى وأيرلندا) في مركز الظهير. لعب مع نيوكاسل يونايتد ونادي بليث سبارتانز.